# Mesoleius excavatus
Mesoleius excavatus är en stekelart som först beskrevs av Léon Abel Provancher 1875.  Mesoleius excavatus ingår i släktet Mesoleius och familjen brokparasitsteklar. Inga underarter finns listade i Catalogue of Life.